# Психология потребительского поведения
Психология потребительского поведения — область исследований, предметом которой является «изучение закономерностей социального поведения и деятельности людей в ситуациях приобретения и использования товаров, услуг, идей и способов действий, а также в процессе распоряжения ими».
В своем становлении психология потребительского поведения прошла несколько этапов. Экономическая наука дала начало маркетингу, маркетинг на стыке с бихевиоризмом образовали особую область знаний — «поведение потребителей». Итогом идей маркетинга, «поведения потребителей» и классической психологии стала психологизация рыночных исследований. В настоящее время поведение потребителей является отдельной областью исследований. Психология потребительского поведения изучается как в экономической психологии, так и в социальной психологии, разница здесь состоит в том, какой угол зрения на данную проблематику рассматривается: в экономической психологии в большей мере анализируется индивидуальное поведение, тогда как в социальной психологии делается акцент на поведение человека в социуме.

## Становление психологии потребителя как отдельной отрасли исследований

### Теория «экономического человека» Адама Смита и теория «предельной полезности» У. Джевонса, Л. Вальраса и К. Менгера
Изначально психология потребителя рассматривалась скорее как дополнительный фактор экономической системы, она виделась как «чёрный ящик», который хранит важную информацию, но практически недоступен для использования. Истоки изучения поведения потребителя мы находим в работах Адама Смита и его «теории экономического человека» и «теории предельной полезности» У. Джевонса, Л. Вальраса и К. Менгера.
Модель «экономического человека» А. Смита строилась на представлениях о минимальной роли государства в экономической жизни общества, на том, что в экономике действует естественный порядок, что обуславливает отсутствие нужды рынка в государственном регулировании. Главная идея экономической модели Смита заключается в том, что именно устремление предпринимателей к нахождению собственной выгоды наиболее эффективно ведёт к возрастанию богатства нации. Согласно Смиту в условиях экономического выбора человек принимает «эгоистическую» стратегию поведения. С его точки зрения, выбор человека в пользу такого поведения имеет свои причины: во-первых, обращение к эгоизму другого — более надёжный путь в силу того, что эгоизм присущ каждому человеку, во-вторых, такой тип поведения обеспечивает большую гибкость и свободу взаимодействия, наконец, имеет место обширность хозяйственных связей, которая исключает личное общение. Исходя из последней причины, мы можем понять, почему модель Смита настолько отграничена от социальных, правовых, этических, психологических и иных факторов влияния.
Основные черты теории Смита и его последователей обобщает В. В. Радаев: во-первых, «экономический человек» независим и делает выбор лишь исходя из своих личных предпочтений, во-вторых, он эгоистичен и заботится только о своем интересе, в-третьих, человек рационален: он осуществляет последовательный выбор, достигая поставленной цели и рассчитывая издержки, наконец, человек хорошо знает свои потребности и способы их удовлетворения, то есть он информирован. Сегодня каждый из названных тезисов не раз подвергся критике. Так, на потребителя оказывают влияние реклама, мода, референтные группы и так далее; если потребитель и является эгоистичным в некоторых аспектах, он не стремится лишь к экономической выгоде; человек не основывается лишь на рациональном выборе и не всегда осознаёт свои потребности.
В 1870-е годы У. Джевонс, Л. Вальрас и К. Менгер независимо друг от друга разрабатывали «теорию предельной полезности», иначе называемую «маржиналистской теорией». Основной целью потребителя считается максимизация полезности. С точки зрения Вальраса, когда индивид приобретает какое-либо благо, полезность каждой новой единицы его снижается. В конце концов у человека возникают сомнения, стоит ли ему приобретать следующую порцию блага. Такая порция носит название предельной покупки, а ее полезность — предельной полезности. Таким образом, можно сказать, что данная теория сводится к констатации рациональной оценки максимальной пользы товара потребителем. Можно найти немало критики и в адрес данной теории. Во-первых, оценку человека нельзя считать полностью рациональной: необходимо учитывать также и эмоциональный компонент; во-вторых, полезность несводима к функциональному и финансовому фактору; наконец, в данной теории не учитывается субъективность полезности: для каждого человека полезность складывается из совокупности разнообразных признаков.

### Работы Дж. Катоны, А. Тверски и Д. Канемана
В дальнейших экономических теориях, объясняющих поведение потребителя, учитываются индивидуально-психологические особенности человека: прослеживаются идеи о том, что поведение потребителей неоднозначно, реальность субъективна, и каждый потребительский опыт уникален. Таким образом, акцент исследований смещается с изучения свойств товара на изучение особенностей потребительского поведения, и во второй половине 20 века появляется наука, именуемая «поведение потребителей» или «consumer behavior». Предпосылками появления исследований собственно психологии потребления стали работы Дж. Катоны, А. Тверски и Д. Канемана.
Дж. Катона полагал, что присутствует связь между психологией и экономикой. Так как внимание он сосредотачивал на изучении макроэкономических процессов, эту связь Катона видел в том, что воздействие объективных экономических факторов опосредуется субъективными воззрениями людей на экономику. Так, в условиях неопределенности экономические ожидания людей и общественное мнение способны привести к изменению экономики в целом. Если в традиционной макроэкономической теории потребления промежуточные переменные не учитывались, то Катона считает это недопустимым: именно через промежуточные переменные происходит воздействие экономических, политических и других факторов на человека, от внутреннего состояния человека зависит то, какой вес он придает тому или иному фактору.
Амос Тверски и Даниель Канеман отвергли идею о рациональности выбора человека и показали, что, наоборот, экономическая рациональность систематически нарушается. Исследователи провели ряд экспериментов и показали также, что такие нарушения можно предсказать: был выявлен ряд закономерностей того, как совершаются вероятностные выводы, а также того, как вероятность и её производные могут влиять на решение потребителя. Впоследствии была выдвинута теория перспектив, которая представляет собой, по сути, совокупность аномалий выбора человека.
Наконец, в 1980-е годы психология потребителя выделяется в отдельную научную отрасль на Западе, в России первые психологические исследования появляются в середине девяностых годов.

## Направления исследований психологии потребителя в социальной психологии
Т. В. Фоломеева определяет предмет социально-психологического исследования потребления как «изучение закономерностей социального поведения и деятельности людей в ситуациях приобретения и использования товаров, услуг, идей и способов действий, а также в процессе распоряжения ими» и определяет основные направления исследований потребительского поведения.

### Процесс принятия потребительского решения и факторы потребительского выбора
Необходимость объяснения и возможность прогнозирования процесса потребительских решений привели к созданию множества моделей поведения потребителей. Данное направление исследований можно считать центральным для изучения потребительского поведения, так как на полученные общие поведенческие модели опираются другие направления исследований. Базовая модель Ф. Котлера состоит из трех основных блоков. Первый блок включает в себя побудительные факторы: товар, цену, методы распространения и стимулирования. Далее все эти раздражители проходят через второй блок: «черный ящик» сознания, и вызывают ряд покупательских реакций, которые мы можем наблюдать: выбор товара, выбор марки, выбор дилера, выбор времени покупки, выбор объема покупки. Сам «черный ящик» включает в себя две части: во-первых, характеристики покупателя, которые оказывают влияние на то, как человек воспринимает те или иные раздражители, во-вторых, процесс принятия покупательского решения, от которого будет зависеть конечный результат. Помимо модели Котлера присутствует множество других моделей. Среди них можно выделить модель целенаправленного действия Перугини и Багоцци (the model of goal-directed behaviour (MGB)). Она предполагает, что желания являются прямым стимулом для намерений, которые, в свою очередь, активизируют поведение. На желания оказывают влияние ожидаемые эмоции, субъективные нормы и аттитюды. Также предполагается, что частота прошлого поведения является предиктором желаний, намерений и поведения, воспринимаемый поведенческий контроль детерминирует как желания, так и поведение, а новизна прошлого поведения предсказывает лишь поведение.

### Психографическая типология потребителей и сегментация потребительского рынка
Сегментирование потребительского рынка в маркетинге осуществляется по различным признакам или переменным, которые представляют собой отличительные свойства, позволяющие установить схожесть потребителей. Для того, чтобы понимать потребительское поведение определенных сегментов, разрабатывается психологическая типология потребителей. Предполагается, что люди, схожие по психографическим признакам (переменным), будут вести себя одинаково. Среди переменных выделяются: описательные, сегментирование по полезностям (по выгодам), поведенческие, а также психологические. Последние включают в себя два основных типа классификации: по профилю личности потребителя и по профилю его стиля жизни. Эти типы имеют концептуальные и методологические отличия. Концептуально в психографике потребители классифицируются в связи с их ценностными ориентациями и образом жизни, которые представляют собой нечто отличное от особенностей их личности. Методически психографические исследования направлены на получение оригинальных показателей и чаще всего разрабатываются для выявления сегментов внутри конкретного рынка.

### Особенности социальной перцепции и структура образа торговой марки (бренда)
Пол Темпорал считает, что «бренд существует только в сознании потребителей, и без их эмоциональной приверженности претенденты на статус бренда будут просто обезличенными предприятиями, товарами и услугами… Бренд — совокупность взаимоотношений между товаром и потребителями…». Таким образом, целесообразным является изучение того, как воспринимается бренд потребителем. С точки зрения социальной психологии, бренд рассматривается как социальный объект, с которым потребитель вступает во взаимодействие.

### Социально-психологические критерии эффективной коммуникации с потребителями
Эффективность коммуникации изучается, в первую очередь, в отношении массовой коммуникации, эффективность которой можно определить как совокупный результат психологического воздействия СМИ на аудиторию относительно задач и целей функционирования тех или иных каналов массовой коммуникации. Изучаются эффекты воздействия убеждающей коммуникации: построены вероятностные модели такого воздействия (Пети и Качиоппо, Шелли Чейкен).
Управление товаром может осуществляться через традиционную концепцию «marketing mix». Он представляет собой совокупность инструментов маркетинга, воздействующих на потребителя. Джером Маккарти в 1959 году объединил все эти инструменты в четыре группы, иначе «4 P»: продукт (product), цена (price), место или канал распространения (place) и продвижение (promotion).

### Социально-психологические факторы лояльности (приверженности) потребителей
Исследователями в сфере маркетинга дается два основных определения лояльности: ее либо ассоциируют с совершением повторной покупки, либо трактуют как меру приверженности покупателя к бренду, выражения им позитивного мнения о нем.
В социальной психологии лояльность рассматривается как установка (аттитюд), в структуре которой выделяется три компонента: когнитивный (знания и представления о бренде), эмоциональный (аффективные переживания, связанные со взаимодействием с брендом), поведенческий (регулярное потребление и соблюдение ритуалов, связанных с употреблением продукта).